# بیمارستان خاتم‌الانبیا (خلیل‌آباد)
بیمارستان خاتم‌الانبیا یک بیمارستان ۴۴ تخت‌خوابی در خلیل‌آباد، استان خراسان رضوی است که در سال ۱۳۹۴ خورشیدی احداث شد.